# Medresa Al-Attarin
Medresa Al-Attarine (arabsko مدرسة العطارين, latinizirano: madrasat al-ʿattārīn, lit. 'šola dišavarjev') je medresa v Fesu v Maroku, blizu mošeje al-Karauin. Zgradil jo je marinidski sultan Osman II. Abu Said (vladal 1310-1331) v letih 1323-1325. Medresa je dobila ime po Suk al-Attarine, tržnici začimb in parfumov. Velja za enega najvišjih dosežkov marinidske arhitekture zaradi svoje bogate in harmonične dekoracije ter učinkovite uporabe omejenega prostora.

## Zgodovina

### Marinidske medrese
Marinidi so bili plodoviti graditelji medres, vrste ustanove, ki je nastala v severovzhodnem Iranu v začetku 11. stoletja in je bila postopoma sprejeta zahodneje. Te ustanove so služile za usposabljanje islamskih učenjakov, zlasti v islamskem pravu in sodni praksi (Fiqh). Medrese v sunitskem svetu so bile na splošno nasprotne bolj 'heterodoksnim' verskim doktrinam, vključno z doktrino, ki jo je zagovarjala rodbina Almohadov. Kot taka je v Maroku zacvetela šele pod rodbino Marinidov, ki je nasledila Almohade. Za Marinide so medrese igrale vlogo pri krepitvi politične legitimnosti njihove rodbine. To pokroviteljstvo so uporabili za spodbujanje zvestobe Fesovih vplivnih, a močno neodvisnih verskih elit in tudi za prikazovanje splošnemu prebivalstvu kot zaščitnikov in promotorjev ortodoksnega sunitskega islama. Medrese so služile tudi za usposabljanje učenjakov in elit, ki so upravljale državno birokracijo.
Medresa al-Attarine je bila skupaj z drugimi bližnjimi medresami, kot sta Saffarin in Mesbahija, zgrajena v neposredni bližini mošeje/univerze al-Karauin, glavnega izobraževalnega središča v Fesu in zgodovinsko najpomembnejšega intelektualnega središča Maroka. Medrese so imele podporno vlogo za Karauin; za razliko od mošeje so nudili nastanitev študentom, zlasti tistim, ki so prihajali izven Fesa. Mnogi od teh študentov so bili revni in so iskali zadostno izobrazbo, da bi pridobili višji položaj v svojih domačih mestih, medrese pa so jim zagotavljale osnovne potrebščine, kot sta nastanitev in kruh. Vendar pa so medrese tudi same poučevale in ponujale lastne tečaje, pri čemer so si nekateri islamski učenjaki ustvarili ugled s poučevanjem v določenih medresah.

### Gradnja in delovanje medrese
Medresa al-Attarine je bila zgrajena med letoma 1323 in 1325 po ukazu marinidskega sultana Abu Saida Osmana II. Nadzornik gradnje je bil šejk Beni Abu Mohamed Abdallah ibn Qasim al-Mizvar. Po Ravd el-Kirtas (zgodovinska kronika) je sultan osebno opazoval polaganje temeljev medrese v družbi lokalnih ulem.
Ustanovitev medrese, tako kot pri vseh islamskih verskih in dobrodelnih ustanovah tistega časa, je zahtevala obdaritev habusa, dobrodelnega sklada, običajno sestavljenega iz premoženja mortmain, ki je zagotavljal prihodke za vzdrževanje delovanja in vzdrževanja medrese, ustanovljenega po sultanovi direktivi. To je predvidevalo, da medresa gosti imama, mujezine, učitelje in nastanitev za 50-60 učencev.  Večina študentov v tej medresi je bila iz mest v severozahodnem Maroku, kot so Tanger, Larače in Ksar el-Kebir.
Medresa je od leta 1915 razvrščena kot spomenik zgodovinske dediščine v Maroku. Medresa je bila od takrat večkrat obnovljena, vendar na način, ki je bil skladen z njenim prvotnim arhitekturnim slogom. Danes je odprt kot zgodovinsko mesto in turistična atrakcija.

## Arhitektura

### Postavitev
Medresa je dvonadstropna stavba, do katere se dostopa skozi upognjen vhod v obliki črke L na vzhodnem koncu ulice Tala'a Kebira. Preddverje vodi na glavno dvorišče stavbe, v katero se vstopa skozi obok z lesenim zaslonom (mašrabija). Južno in severno stran dvorišča zavzemajo galerije z dvema kvadratnima stebroma in dvema manjšima marmornima stebroma, ki podpirata tri izrezljane lesene loke na sredini in dva manjša štukaturna loka muqarnas na straneh. Nad temi galerijami so fasade drugega nadstropja, ki jih označujejo okna, ki gledajo na dvorišče. To drugo nadstropje, do katerega se dostopa po stopnišču z južne strani vhodnega predprostora, zaseda 30 sob, ki so služile kot spalni prostori za študente. Zaradi tega je splošna ureditev podobna nekoliko zgodnejši medresi as-Sahrij. Vhodna veža prav tako omogoča dostop do midaa (dvorana za umivanje), ki je na njene severne strani.
Na vzhodnem koncu dvorišča je še en okrašen lok, ki omogoča vhod v molitveno dvorano. Večina medres marinidskega obdobja je bila usmerjena tako, da je bila glavna os stavbe že poravnana s kiblo (smerjo molitve), kar je omogočilo, da je bil mihrab (niša, ki simbolizira kiblo) molitvene dvorane dovoljena z vhodom na glavno dvorišče. Vendar pa prostor, v katerega je bila zgrajena medresa al-Attarine, očitno ni omogočal te postavitve, zato je mihrab postavljen ob strani na južni steni molitvene dvorane, na osi, ki je pravokotna na glavno os zgradbe. Sama molilnica je pravokotna, vendar je troločna galerija na njeni severni strani omogočila arhitektom, da so nad glavni prostor pred mihrabom postavili kvadratno leseno kupolo. Ta nenavadna, a elegantna rešitev omejenega in nerodnega prostora, ki je na voljo za gradnjo, dokazuje iznajdljivost in racionalen pristop k oblikovanju, ki so ga do takrat dosegli arhitekti Marinidov.
- Lesena streha in štukatura nad ulico pred vhodom v medreso
- Lesen mašrabija zaslon na vhodu na dvorišče
- Zahodna stran dvorišča, pogled proti vhodu
- Ena od galerij ob straneh dvorišča
- Vzhodna stran dvorišča, pogled proti vhodu v molilnico
- Molitvena dvorana in mihrab
- Nekdanji objekt za umivanje (midaa)

### Dekoracija
Čeprav je njena zunanjost popolnoma preprosta (kot večina tradicionalnih maroških stavb te vrste), je medresa znana po svoji obsežni in prefinjeni notranji dekoraciji, ki izkazuje strogo ravnotežje med različnimi elementi, kar označuje obdobje najvišjih dosežkov v marinidski arhitekturi. To še posebej dokazuje glavno dvorišče. Talni tlak ter spodnje stene in stebri so obloženi z zellijem (mozaičnimi ploščicami). Medtem ko je večina zellija urejena tako, da oblikuje geometrijske vzorce in druge motive, ima njegova zgornja plast, blizu višine oči, pas kaligrafskih napisov na ploščicah v slogu sgraffito, ki tečejo po dvorišču. Nad tem je na splošno območje obsežnega in zapleteno izrezljanega štukaturnega okrasja, vključno z drugo plastjo kaligrafskega okrasja, niše in loki, izklesani z muqarnas, in velike površine, prekrite z raznoliko paleto arabesk (cvetlični in rastlinski vzorci) in drugimi maroškimi motivi. Nazadnje, zgornje cone imajo na splošno površine iz izrezljanega cedrovine, ki se zaključijo z bogato izklesanimi lesenimi napušči, ki štrlijo čez vrh sten. Lesena umetnina je prisotna tudi v piramidalnem lesenem stropu kupole molitvene dvorane, izrezljane z geometrijskimi zvezdastimi vzorci (podobnimi tistim, ki jih najdemo širše v mavrski arhitekturi). Rezbarija v lesu, ki je tukaj prikazana, prav tako velja za primer vrhunske točke marinidskega umetniškega dela.
Molitvena dvorana ima obsežno štukaturno dekoracijo, zlasti okoli bogato okrašene mihrabske niše. Vhod v dvorano je sestavljen iz loka v slogu lambrequin, katerega notranjost je izrezljana z muqarnas. Zgornje stene komore, pod leseno kupolo, imajo tudi okna iz barvnega stekla, ki so vstavljena v svinčene rešetke (namesto veliko pogostejših štukaturnih rešetk iz tistega obdobja), ki tvorijo zapletene geometrijske ali cvetlične motive. Stebri iz marmorja (ali oniksa) in vpeti stebri dvorišča in molilnice so prav tako izjemno elegantni in bogato izrezljani kapiteli, med najboljšimi primeri te vrste v tem obdobju.
V medresi so tudi pomembni primeri okrasnih kovin iz obdobja Marinidov. Vrata vhoda v medreso so narejena iz cedrovine, vendar so prekrita z okrasno bronasto prevleko. Trenutna vrata, ki so danes na mestu, so replike originalov, ki jih zdaj hrani muzej Dar Batha. Prevleka je sestavljena iz številnih kosov, ki so sestavljeni skupaj, da tvorijo prepleten geometrijski vzorec, podoben tistemu, ki ga najdemo v drugih srednjeveških oblikah maroške umetnosti, kot je koranski ali rokopisni okras. Vsak kos je izklesan z ozadjem arabesknih ali rastlinskih motivov, pa tudi z majhno kufsko pisavo znotraj vsake od osmerokotnih zvezd v širšem geometrijskem vzorcu. Ta zasnova označuje razvoj in izboljšavo zgodnejše bronaste dekoracije iz obdobja Almoravidov na vratih bližnje mošeje Karauin. Še en pomemben kos kovine v medresi je originalni bronasti lestenec, ki visi v molitveni dvorani, ki vključuje napis, ki hvali ustanovitelja medrese.
- Primer ploščic zellij v medresi s kompleksnimi geometrijskimi vzorci na spodnjih stenah in pasom kaligrafije zgoraj
- Bližnji posnetek arabske kaligrafije v izrezljani štukaturi (zgoraj) in glaziranih ploščicah tipa sgraffito (spodaj)
- Pogled na majhne oboke in slepe oboke (ali niše) na vogalih dvorišča, ki so izklesani z muqarnas
- Primer motivov v izrezljani štukaturi po dvorišču
- Detajli rezbarije v lesu na vrhu sten na dvorišču
- Lesen strop kupole v molilnici
- "Lambrequin" ali muqarnas lok vhoda v molitveno dvorano
- Detajli štukaturnega okrasja (in steber z marmorjem) okoli mihraba
- Štukatura in okna iz barvnega stekla v zgornjih stenah molitvene dvorane
- Eden od zapleteno izrezljanih marmornih kapitelov nad stebri na dvorišču
- Okrasna bronasta oplata vrat na vhodu v medreso (replike originalov)
- Bronasti lestenec iz obdobja marinidov v molitveni dvorani